# Oporapa (ort)
Oporapa är en ort i Colombia.   Den ligger i departementet Huila, i den sydvästra delen av landet, 400 km sydväst om huvudstaden Bogotá. Oporapa ligger 1 541 meter över havet och antalet invånare är 2 310.
Terrängen runt Oporapa är kuperad västerut, men österut är den bergig. Runt Oporapa är det ganska glesbefolkat, med 43 invånare per kvadratkilometer. Närmaste större samhälle är Timaná, 10,1 km sydost om Oporapa. Omgivningarna runt Oporapa är en mosaik av jordbruksmark och naturlig växtlighet.